# 大卫·多肯多夫
大卫·多肯多夫（英語：David Dockendorf，1923年11月2日—1997年4月15日），美国音频工程师。他曾因电影虎豹小霸王提名奥斯卡最佳音响效果奖。自1958年至1990年间，多肯多夫曾参与制作超过100部影片。

## 部分影视作品
- 虎豹小霸王 (1969)[1]